# Musikåret 2015

## Händelser
- 19 januari – Klavierstück i G-dur (MWV U38), ett nyupptäckt verk av Felix Mendelssohn, uppförs på Konstakademien i Stockholm av pianisten Roberto Prosseda.
- 25 februari - Teddybears uppträder på Grammisgalan och bär återigen t-shirts med Sverigedemokrat-kritiska budskap. Efter förra årets Sommarkrysset där de bar t-shirts med texten "SD=Rasister" så var det nu något nedtonat och pekade på att allt är svenskt, som t.ex. "muslim, jude, buddist = svensk". Likväl blev framträdandet kritiserat och hyllat.[1][2]
- 14 mars – Låten Heroes framförd av Måns Zelmerlöw vinner Melodifestivalen 2015.[3]

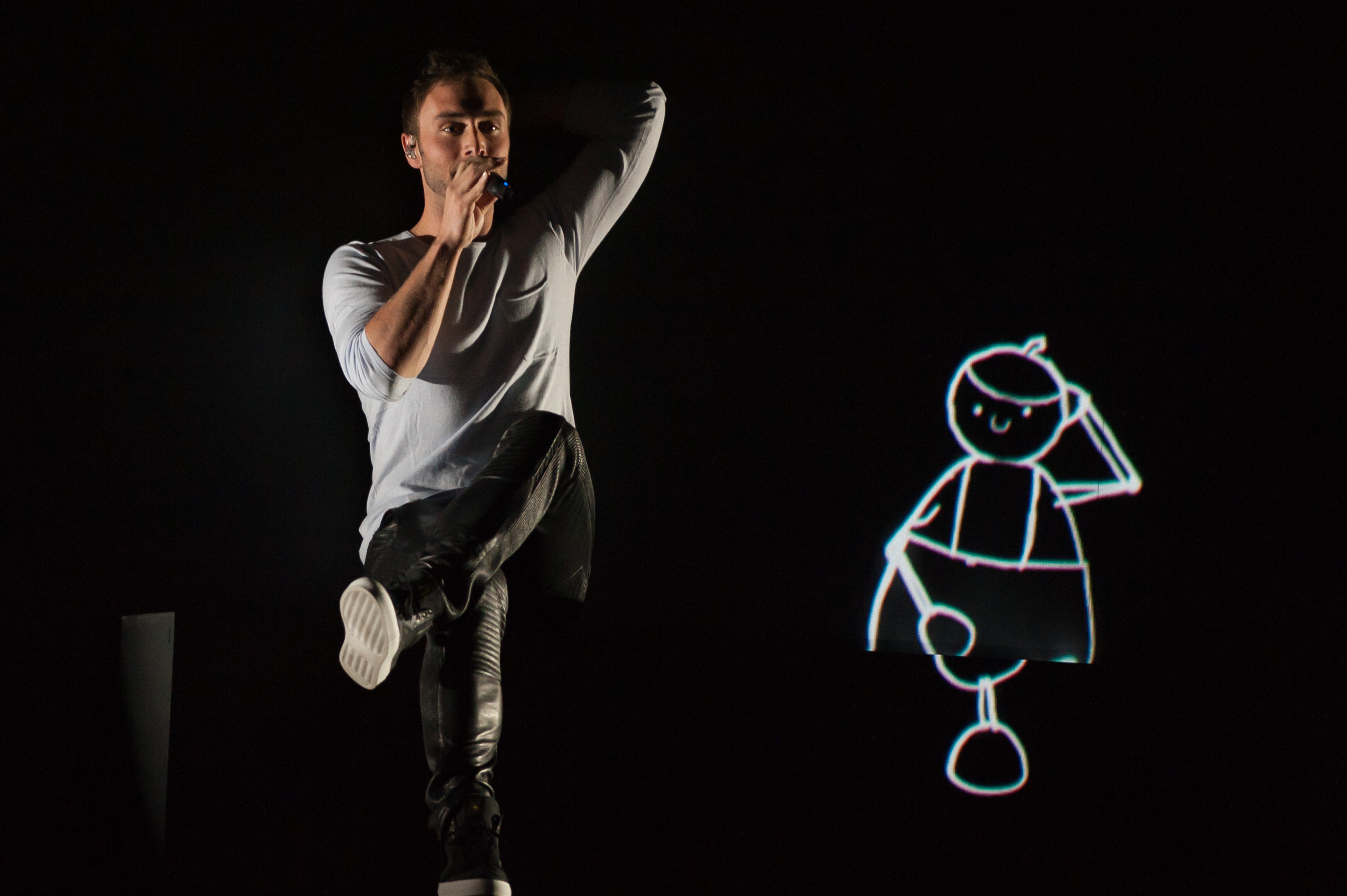
Sverige vinner Eurovision Song Contest 2015.

- 23 maj – Låten Heroes framförd av Måns Zelmerlöv vinner Eurovision Song Contest 2015 i Wien, Österrike.[4]
- 12 juni - Foo Fighters uppträder på Ullevi, Göteborg. Frontmannen Dave Grohl ramlar ner från scen efter 2 låtar och bryter benet, men efter att fått det gipsat slutför han konserten.[5]
- 19 juli - AC/DC uppträder på Friends Arena, Stockholm.[6]
- 3 augusti - Lenny Kravitz uppträder på Gröna Lund, Stockholm. Under uppträdandet spricker artistens byxor och hans penis blottas.[7]
- 16, 17, 21 & 22 september - U2 uppträder med fyra konserter på Globen, Stockholm. På en av konserterna får publiken utrymmas p.g.a. en polisman tagit in ett vapen på arenan på sin fritid.[8][9]

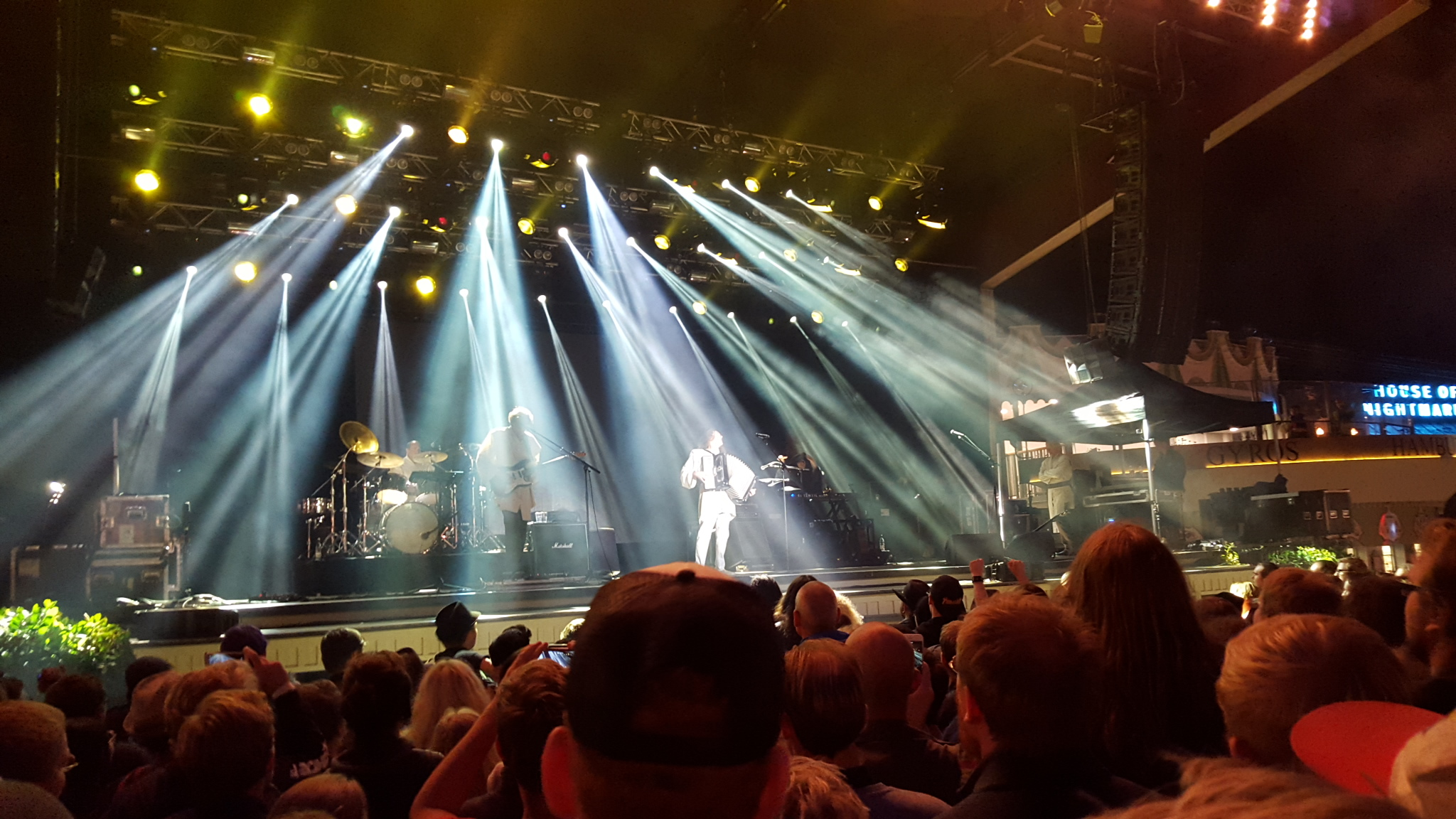
"Weird Al" Yankovic på Gröna Lund 2015.

- 24 september – "Weird Al" Yankovic uppträder på Gröna Lund och spelar för första gången i Sverige.[10]
- 29 september - Välgörenhetskonserten Hela Sverige Skramlar genomförs i Globen, Stockholm. 40 miljoner kronor samlas in till flyktingar genom UNHCR och Röda Korset. Artister som Carola, Laleh, Lars Winnerbäck, Ola Salo, Peter Jöback, Tomas Ledin m.fl. uppträder.[11]
- 14 november - Madonna uppträder på Tele2 Arena, Stockholm. Detta är artistens första konsert i Sverige.[12]
- 16 november - Mötley Crüe uppträder på Globen, Stockholm.[13]
- 18 november – I mörkret av röster av Daniel Börtz uppförs av Eric Ericsons Kammarkör i Stockholms konserthus.
- 19 november – Trumpetkonsert nr 2 (The Pathless Land) av Christian Lindberg uppförs i Stockholms konserthus av Västerås Sinfonietta med Jonas Lindeborg som solist.

## Priser och utmärkelser
- 14 januari: Lunds Studentsångförenings solistpris – Nina Stemme
- 17 januari: P3 Guld[14]
- 21 januari: Rosenbergpriset – Jan Sandström[15]
- 26 januari: Guldbaggegalan (Bästa originalmusik) - Mattias Bärjed och Jonas Kullhammar[16]
- 26 januari: Johnny Bode-stipendiet – Emil Jensen[17]
- 31 januari: Spelmannen – Håkan Hellström[18]
- 4 februari: Kungliga Musikaliska Akademiens Interpretpris – Karin Hellqvist
- 6 februari: Manifestgalan[19]
- 8 februari: Grammy Awards (Best Classical Album) - Anne Sofie von Otter[20]
- 25 februari: Grammisgalan[21]
- 4 mars: Lars Gullin-priset – Andreas Pettersson[22]
- 11 mars: Jussi Björlingstipendiet – Peter Mattei[23]
- 29 mars: Litteris et Artibus - Rigmor Gustafsson, Jan Allan, Katarina Karnéus
- 27 april: Birgit Nilsson-stipendiet – Christina Nilsson[24]
- 26 maj: Ulla Billquist-stipendiet – Amanda Jenssen[25]
- 5 juni: Ted Gärdestadstipendiet – Therese Nestor och Adrian Modiggård[26]
- 9 juni: Polarpriset – Emmylou Harris och Evelyn Glennie[27]
- 10 juli: Svenska Dagbladets operapris – Mats Larsson Gothe[28]
- 24 juli: Evert Taube-stipendiet - Nino Ramsby[29]
- 28 juli: Alice Babs Jazzstipendium – Linnea Henriksson[30]
- 2 augusti: Cornelis Vreeswijk-stipendiet – Rolf Wikström[31]
- 25 september: Monica Zetterlund-stipendiet – Monica Dominique och Palle Danielsson[32]
- 29 september: Nils Ferlin-Sällskapets trubadurpris – Maria Lindström[33]
- 30 september: Platinagitarren – Tove Lo[34]
- 7 oktober: Årets körledare – Jan Yngwe
- 13 oktober: Jazzkatten[35]
- 25 oktober: Thore Ehrling-stipendiet - Magnus Lindgren[36]
- 27 oktober: Nordiska rådets musikpris – Svante Henryson[37]
- 2 november: Tonsättarpriset till Bo Wallners minne – Karin Rehnqvist[38]
- 25 november: Hilding Rosenberg-stipendiet – Ulrik Volgsten
- 25 november: Tidskriften Operas Operapris – Elin Rombo[39]
- 26 november: Medaljen för tonkonstens främjande – Sixten Nordström, Anita Soldh-Forsström och Sven-Bertil Taube
- 28 november: Jenny Lind-stipendiet – Sara Swietlicki[40]
- 4 december: Göran Lagervalls Musikstipendium – Börje Andersson, Petra Hellquist och Annmarie Wangin

## Årets album

### A – G
- Adele - 25[41]
- Miriam Aïda – Quatro Janelas[42]
- Mattias Alkberg - Personer[43]
- Joel Alme – Flyktligan[44]
- Amason - Sky City[45]
- Arre! Arre! - A.T.T.A.C.K[46]
- ASAP Rocky - At. Long. Last. A$AP[47]
- Avicii - Stories[48]
- Katarina Barruk - Báruos[49]
- Beach House - Depression Cherry[50]
- Beach House - Thank Your Lucky Star[51]
- Justin Bieber – Purpose[52]
- Björk – Vulnicura[53]
- Blur – The Magic Whip[54]
- The Chemical Brothers - Born In The Echoes[55]
- Coldplay - A Head Full of Dreams[56]
- Culture Club – Tribes
- Miley Cyrus - Miley Cyrus & Her Dead Petz[57]
- Darin – Fjärilar i magen[58]
- Deerhunter - Fading Frontier[59]
- Lana Del Rey - Honeymoon[60]
- Deportees - The Big Sleep[61]
- Kikki Danielsson – Postcard from a Painted Lady[62]
- Destroyer - Poison Season[63]
- Dolores Haze - The Haze Is Forever[64]
- Dungen - Allas sak[65]
- Duran Duran – Paper Gods[66]
- Bob Dylan – Shadows in the Night[67]
- Brandon Flowers - The Desired Effect[68]
- Ebba Forsberg – Om jag lämnar dig – Ebba Forsberg sjunger Tom Waits[69]
- Ensiferum – One Man Army
- Erika & Cecilia – Polska till Vendelsjön[70]
- Europe – War of Kings[71]
- Franska Trion - Som ett spjut genom dagarna[72]
- Melody Gardot – Currency of Man[73]
- Selena Gomez - Revival[74]

### H – R
- Hardcore Superstar – HCSS[75]
- Emmylou Harris & Rodney Crowell – The Travelling Kind[76]
- Christina Hellström & Björn Olsson - En liten bit till[77]
- Iron Maiden – The Book of Souls[78]
- Jonathan Johansson - Lebensraum![79]
- Jill Johnson & Doug Seegers – In Tandem[80]
- Anna Järvinen – Buren[81]
- Sofia Karlsson och Martin Hederos – Stjärnenätter (Sånger om julen)
- Kite - VI[82]
- Klabbes bank – Z[83]
- Mark Knopfler – Tracker[84]
- Korpiklaani – Noita
- Kraja – Hur långt som helst
- Markus Krunegård - Härskarens Teknik[85]
- Kendrick Lamar - To Pimp A Butterfly[86]
- Maria Lindström – Lite för bra
- The Libertines - Anthems for Doomed Youth[87]
- Los Lobos – Gates of Gold[88]
- Lower Dens - Escape From Evil[89]
- Erik Lundin - Suedi[90]
- Madonna – Rebel Heart[91]
- Marduk – Frontschwein[92]
- Maskinen – Stora fötter stora skor[93]
- Marilyn Manson – The Pale Emperor[94]
- Moonspell – Extinct[95]
- Motörhead – Bad Magic[96]
- New Order - Music Complete[97]
- Joanna Newsom – Divers[98]
- Daniel Norgren – The Green Stone[99]
- Jesper Odelberg Band – Flaskpost
- One Direction – Made in the A.M.[100]
- The Poodles – Devil in the Details[101]
- Pontiak Johanzon – Bäst Före
- Refused - Freedom[102]

### S – Ö
- Irma Schultz Keller – Sånger från gläntan[103]
- Scorpions – Return to Forever[104]
- Seinabo Sey - Pretend[105]
- Siri Karlsson – The Lost Colony[106]
- Sparks & Franz Ferdinand (FFS) - FFS[107]
- Sufjan Stevens – Carrie & Lowell[108]
- Ellen Sundberg – White Smoke and Pines[109]
- Tame Impala - Currents[110]
- Thåström – Den morronen[111]
- Toto – XIV[112]
- Tussilago - Holy Train[113]
- Carrie Underwood – Storyteller[114]
- Venom – From the Very Depths[115]
- Kurt Vile - B'lieve I'm Goin Down...[116]
- Anna von Hausswolff - The Miraculous[117]
- W.A.S.P. – Golgotha[118]
- The Weeknd - Beauty Behind The Mask[119]
- Wilco – Star Wars[120]
- Brian Wilson – No Pier Pleasure[121]
- Winhill/Losehill – Trouble Will Snowball[122]
- Lizz Wright – Freedom & Surrender[123]
- Years & Years – Communion[124]
- Zarelli & Leonard Nimoy - Soft Rains
- CajsaStina Åkerström – Vreden och stormen[125]

## Årets singlar och hitlåtar
- 99 Souls feat. Destiny's Child & Brandy - "The Girl is Mine"
- Adele – "Hello"
- Avicii – "Waiting for Love"
- Axwell och Ingrosso – "This Time" & "Sun Is Shining"
- Justin Bieber – "Sorry, "What Do You Mean" & "Love Yourself"
- Chris Brown & Deorro – "Five More Hours"
- Miriam Bryant – "Ett sista glas"
- Dolores Haze - "Touch Me"
- Calvin Harris & Diciplines – "How Deep Is Your Love"
- Ghost – "Cirice"
- Hozier – "Take Me to Church"
- Enrique Iglesias & Nicky Jam – "El Perdon"
- Kwabs – "Walk"
- Kendrick Lamar - "King Kunta"
- Adam Lambert – "Ghost Town"
- Lost Frequencies – "Are You With Me?"
- Zara Larsson - "Lush Life"
- M.I.A - "Borders"
- Madcon & Ray Dalton – "Don't Worry"
- Shawn Mendes – "Stitchies"
- MNEK – "The Rythm"
- Omi – "Hula Hoop"
- Mike Posner – "I Took a Pill in Ibiza"
- Sia – "Elastic Heart"
- Tame Impala - "Let It Happen"
- Teddybears feat. Baby Trish - "What's Your Problem?"
- The Weeknd – "Can't Feel My Face"
- Kanye West & Paul McCartney - "Only One"
- XOV – "Lucifer"
- Darin Zanyar – "Ta mig tillbaka"

## Sverigetopplistan2015
| Datum             | Låttitel                     | Artist/grupp                         | Bakgrund                    |
| ----------------- | ---------------------------- | ------------------------------------ | --------------------------- |
| 8 januari (3v)    | Take Me to Church            | Hozier                               | Irland                      |
| 29 januari (5v)   | Love Me Like You Do          | Ellie Goulding                       | Storbritannien              |
| 5 mars (2v)       | FourFiveSeconds              | Rihanna, Kanye West & Paul McCartney | Barbados USA Storbritannien |
| 19 mars (2v)      | Heroes                       | Måns Zelmerlöw                       | Sverige                     |
| 2 april (2v)      | Stole the Show               | Kygo feat. Parson James              | Norge                       |
| 16 april (5v)     | See You Again                | Wiz Khalifa feat. Charlie Puth       | USA                         |
| 21 maj (1v)       | Are You With Me              | Lost Frequencies                     | Belgien                     |
| 28 maj (1v)       | Det draaar                   | Axel Wikner                          | Sverige                     |
| 8 juni (3v)       | Waiting for Love             | Avicii                               | Sverige                     |
| 25 juni (4v)      | Sun is Shining               | Axwell /\ Ingrosso                   | Sverige                     |
| 24 juli (5v)      | Lush Life                    | Zara Larsson                         | Sverige                     |
| 28 augusti (1v)   | Johnny G (The Guidetti Song) | Badpojken                            | Sverige                     |
| 4 september (3v)  | What Do You Mean?            | Justin Bieber                        | Kanada                      |
| 25 september (1v) | Never Forget You             | Zara Larsson & MNEK                  | Sverige Storbritannien      |
| 2 oktober (2v)    | What Do You Mean?            | Justin Bieber                        | Kanada                      |
| 16 oktober (3v)   | 7 Years                      | Lukas Graham                         | Danmark                     |
| 30 oktober (1v)   | Sorry                        | Justin Bieber                        | Kanada                      |
| 6 november (2v)   | Hello                        | Adele                                | Storbritannien              |
| 20 november (5v)  | Love Yourself                | Justin Bieber                        | Kanada                      |
| 28 december (1v)  | Faded                        | Alan Walker                          | Norge                       |

## Största singlar och hitlåtar i andra länder
| Land           | låt                                                               | Artist                                                               | Huvudtabell                             | Tid                                                                                            |
| -------------- | ----------------------------------------------------------------- | -------------------------------------------------------------------- | --------------------------------------- | ---------------------------------------------------------------------------------------------- |
| Australien     | "See You Again"/"Hello"                                           | Wiz Khalifa featuring Charlie Puth/Adele                             | ARIA                                    | 13 april – 18 maj / 2 november - 7 december (6 veckor)                                         |
| Österrike      | "Take Me to Church"                                               | Hozier                                                               | Hitradio Ö3                             | 2 januari - 13 februari (7 veckor)                                                             |
| Belgien        | "Hello"                                                           | Adele                                                                | Ultratop                                | 30 oktober - 13 november, 27 november - 25 december                                            |
| Danmark        | "See You Again"                                                   | Wiz Khalifa feat. Charlie Puth                                       | Tracklisten                             | 18 april - 20 juni (10 veckor)                                                                 |
| Finland        | "Pämppää"                                                         | Telefon Brothers                                                     | Suomen virallinen lista                 | w.20 - w.28 (9 veckor)                                                                         |
| Frankrike      | "Uptown Funk"/"Hello"                                             | Mark Ronson & Bruno Mars / Adele                                     | SNEP                                    | 4 januari - 1 mars / 25 oktober - 25 december (9 veckor)                                       |
| Tyskland       | "Hello"                                                           | Adele                                                                | GfK Entertainment                       | 30 oktober - 25 december (9 veckor)                                                            |
| Irland         | "What Do You Mean?"                                               | Justin Bieber                                                        | IRMA                                    | 3 september - 15 oktober (7 veckor)                                                            |
| Ungern         | "Uptown Funk"                                                     | Mark Ronson feat. Bruno Mars                                         | Single Top 20                           | 2 februari - 6 april (9 veckor)                                                                |
| Italien        | "Roma-Bangkok"                                                    | Baby K featuring Giusy Ferreri                                       | Federazione Industria Musicale Italiana | 31 juli - 9 oktober (11 veckor)                                                                |
| Nederländerna  | "Cheerleader"                                                     | Omi                                                                  | Dutch Top 40                            | 24 januari - 4 april (11 veckor)                                                               |
| Norge          | "Hello"                                                           | Adele                                                                | VG-Lista                                | 30 oktober - 11 december (7 veckor)                                                            |
| Polen          | "Take Me to Church"                                               | Hozier                                                               | Polish Airplay Top 40                   | 10 januari - 21 februari (7 veckor)                                                            |
| Spanien        | "El Perdón"                                                       | Enrique Iglesias feat. Nicky Jam                                     | Productores de Música de España         | 8 mars - 5 juli (18 veckor)                                                                    |
| Sverige        | "Love me like you do" "See You Again" "Lush Life" "Love Yourself" | Ellie Goulding Wiz Khalifa & Charlie Puth Zara Larsson Justin Bieber | Sverigetopplistan                       | 29 januari - 5 mars 16 april - 21 maj 24 juli - 28 augusti 20 november - 28 december (5veckor) |
| Schweiz        | "Hello"                                                           | Adele                                                                | Schweizer Hitparade                     | 1 november - 20 december (8 veckor)                                                            |
| USA            | "Uptown Funk"                                                     | Mark Ronson featuring Bruno Mars                                     | Billboard Hot 100                       | 17 januari - 18 april (10 veckor)                                                              |
| Kanada         | "Uptown Funk"                                                     | Mark Ronson featuring Bruno Mars                                     | Canadian Hot 100                        | 10 januari - 18 april (11 veckor)                                                              |
| Slovenien      | "All About That Bass"                                             | Meghan Trainor                                                       | SloTop50                                | 4 januari - 1 mars (9 veckor)                                                                  |
| Sydafrika      | "Hello"                                                           | Adele                                                                | Entertainment Monitoring Africa         | 10 november - 15 december (6 veckor)                                                           |
| Storbritannien | "Uptown Funk"                                                     | Mark Ronson featuring Bruno Mars                                     | Brittish Music Charts                   | 3 januari - 14 februari (6 veckor)                                                             |

## Jazz
- Peder af Ugglas – Blue Departure
- Kristin Amparo – A Dream[126]
- Peter Asplund – Aspiration – Home Safe ... and Sound[127]
- Jack DeJohnette – Made in Chicago[128]
- Bengt Hallberg – Solo[129]
- Fredrik Kronkvist – Monks Vibes[130]
- Carin Lundin – What Now My Love?[131]
- Silje Nergaard – Chain of Days
- Mauris Neset – Pinball
- Michael Nyman – War Work[132]
- Andreas Pettersson – Pink Panther on Guitar
- Chris Potter – Imaginary Cities
- Ida Sand – Young at Heart[133]
- Nisse Sandström Quintet – Live at Crescendo[134]
- Oskar Schönning – Vykort[135]
- Per Störby Jutbring – My Skinny Sister
- Lena Willemark – Trees of Light
- Cassandra Wilson – Coming Forth by Day[136]

## Klassisk musik
- Keith Jarrett – Barber / Bartók / Jarrett[137]
- Keith Jarrett – Creation[137]
- Robin de Raaff – Waiting for Miss Monroe[138]
- Jürg Frey – Third String Quartet[139]
- Joseph Kuridka – Beauty and Industry

## Avlidna

### Januari
- 2 januari – Little Jimmy Dickens, 94, amerikansk countrysångare.[140]
- 4 januari - Pino Daniele, 59, italiensk musiker.[141]
- 8 januari – Curtis Lee, 75, amerikansk skivproducent, låtskrivare och artist.
- 8 januari - Andraé Crouch, 72, amerikansk sångare och låtskrivare.[142]
- 15 januari – Kim Fowley, 75, amerikansk sångare, skivproducent och låtskrivare.[143]
- 19 januari – Ward Swingle, 84, amerikansk kompositör, arrangör, sångare och jazzmusiker.
- 20 januari – Edgar Froese, 70, tysk musiker, Tangerine Dream.[144]
- 25 januari – Demis Roussos, 68, grekisk popsångare.[145]
- 27 januari - Magnus Eriksson, 57, svensk skivbolagsdirektör och konsertarrangör.[146]
- 29 januari - Rod McKuen, 81, amerikansk poet, sångare och kompositör.[147]

### Februari
- 8 februari - Thom Wilson, amerikansk skivproducent och ljudtekniker.[148]
- 12 februari - Steve Strange, 55, brittisk musiker i Visage.[149]
- 15 februari – Gustaf Sjökvist, 71, svensk dirigent och kyrkomusiker.[150]
- 16 februari – Lesley Gore, 68, amerikansk popsångare.[151]
- 21 februari – Clark Terry, 94, amerikansk jazztrumpetare.[152]
- 27 februari - Leonard Nimoy, 83, amerikansk skådespelare och musiker.[153]

### Mars
- 4 mars - Lennart Kjellgren, 92, svensk sångare, författare och tv-profil.[154]
- 13 mars - Sten Bergman, 72, svensk musiker och kompositör i Fläsket Brinner.[155]
- 15 mars - Mike Porcaro, 59, amerikansk basist i Toto.[156]
- 18 mars - Sam Charters, 85, amerikansk musikskribent och skivproducent.[157]
- 20 mars - A.J. Pero, 55, amerikansk trumslagare i Twisted Sister.[158]
- 21 mars – Jørgen Ingmann, 89, dansk jazzgitarrist.[159]
- 21 mars – Jackie Trent, 74, brittisk sångare och låtskrivare.[160]
- 24 mars - Oleg Bryjak, 54, kazakisk-tysk operasångerska.[161]
- 24 mars - Maria Radner, 33, tysk operasångerska.[161]
- 31 mars - Lars Jonson, 58, svensk gitarrist i KSMB och Köttgrottorna.[162]

### April
- 3 april - Kayahan Açar, 66, turkisk sångare.[163]
- 3 april - Bob Burns, 64, amerikansk trumslagare i Lynyrd Skynyrd.[164]
- 14 april – Percy Sledge, 74, amerikansk soulsångare.[165]
- 24 april - Sid Tepper, 96, amerikansk låtskrivare åt bl.a. Elvis Presley.[166]
- 27 april - Jack Ely, 71, amerikansk sångare och gitarrist i The Kingsmen.[167]
- 30 april - Rutger Gunnarsson, 69, svensk skivproducent och basist i Abba.[168]
- 30 april – Ben E. King, 76, amerikansk soulsångare.[169]

### Maj
- 14 maj – B.B. King, 89, amerikansk bluesgitarrist och sångare.[170]
- 20 maj - Bob Belden, 58, amerikansk jazzsaxofonist.[171]
- 23 maj - Marcus Belgrave, 78, amerikansk jazztrumpetare.[172]
- 23 maj - Liv Marit Wedvik, 45, norsk sångerska.[173]
- 27 maj - Christer Jansson, 51, svensk trumslagare i Roxette.[174]

### Juni
- 11 juni – Ornette Coleman, 85, amerikansk jazzmusiker och kompositör.[175]
- 22 juni - James Horner, 61, amerikansk filmmusikkompositör.[176]
- 25 juni – Britt-Inger Dreilick, 91, svensk sångare.[177]
- 27 juni - Chris Squire, 67, brittisk basist i Yes.[178]

### Juli
- 1 juli - Val Doonican, 88, irländsk sångare.[179]
- 21 juli – Robert Broberg, 75, svensk sångare, kompositör, musiker och konstnär.[180]
- 22 juli - Darin Norwood, 49, amerikansk countryartist.[181]
- 26 juli - Bobbi Kristina Brown, 22, amerikansk sångerska - dotter till Whitney Houston och Bobby Brown.[182]
- 30 juli – Lynn Anderson, 67, amerikansk countrysångare.[183]

### Augusti
- 1 augusti - Cilla Black, 72, brittisk sångerska och tv-profil.[184]
- 4 augusti - Billy Sherrill, 78, amerikansk låtskrivare och producent.[185]
- 14 augusti - Jazz Summers, 71, brittisk manager åt bl.a. Wham!, Scissor Sisters, De La Soul, The Verve m.fl.[186]
- 14 augusti - Bob Johnston, 83, amerikans skivproducent.[187]
- 30 augusti - Hugo Rasmussen, 74, dansk jazzbasist.[188]

### September
- 4 september - Rico Rodriguez, 80, kubanskfödd jamaicansk musiker.[189]
- 18 september - Claes Vogel, 73, svensk komiker och musiker.[190]
- 29 september - Phil Woods, 83, amerikansk jazzmusiker, bandledare och kompositör.[191]

### Oktober
- 6 oktober - Billy Joe Royal, 73, amerikansk sångare.[192]
- 7 oktober - Gail Zappa, 70, amerikansk affärskvinna inom musikbranschen - fru till Frank Zappa.[193]

### November
- 5 november - Nora Brockstedt, 92, norsk sångerska.[194]
- 5 november - Kjell Öhman, 72, svensk musiker och kapellmästare.[195]
- 9 november - Andy White, 85, brittisk trumslagare i The Beatles.[196]
- 10 november - Allen Toussaint, 77, amerikansk låtskrivare och pianist.[197]
- 11 november - Phil Taylor, 61, brittisk trumslagare i Motörhead.[198]
- 18 november – Sven-Olof Eliasson, 82, svensk operasångare.[199]
- 21 november - Evert Sandin, 83, svensk spelman och sångare.[200]
- 23 november - Cynthia Robinson, 71, amerikansk musiker i Sly and the Family Stone.[201]
- 23 november – Bengt-Arne Wallin, 89, svensk jazzmusiker, kompositör och musikarrangör.[202]
- 25 november – Gunilla Wallin, 77, svensk operasångerska.[203]

### December
- 3 december - Scott Weiland, 48, amerikansk låtskrivare och sångare i Stone Temple Pilots.[204]
- 8 december - Mattiwilda Dobbs, 90, amerikansk operasångerska.[205]
- 19 december – Kurt Masur, 88, tysk dirigent.[206]
- 22 december – Peter Lundblad, 65, svensk sångare och låtskrivare.[207]
- 23 december - Zemya Hamilton, 50, svensk sångerska.[208]
- 28 december - Guru Josh, 51, brittisk skivproducent och DJ.[209]
- 28 december – Lemmy Kilmister, 70, brittisk artist i Motörhead.[210]
- 31 december - Natalie Cole, 65, amerikansk skådespelare, låtskrivare och sångerska.[211]